# Osmia clypearis
Osmia clypearis là một loài Hymenoptera trong họ Megachilidae. Loài này được Morawitz mô tả khoa học năm 1871.